# Eckhard Leue
Eckhard Leue (n. 20 martie 1958, Magdeburg, RDG) este un canoist ce a reprezentat Germania, medaliat olimpic. A participat la o ediție a Jocurilor Olimpice (1980) în care a câștigat o medalie de bronz.

## Participări
Lista de mai jos prezintă principalele competiții la care a participat Eckhard Leue de-a lungul carierei.
- canoeing at the 1980 Summer Olympics – men's C-1 1000 metres[*]